# 住吉池

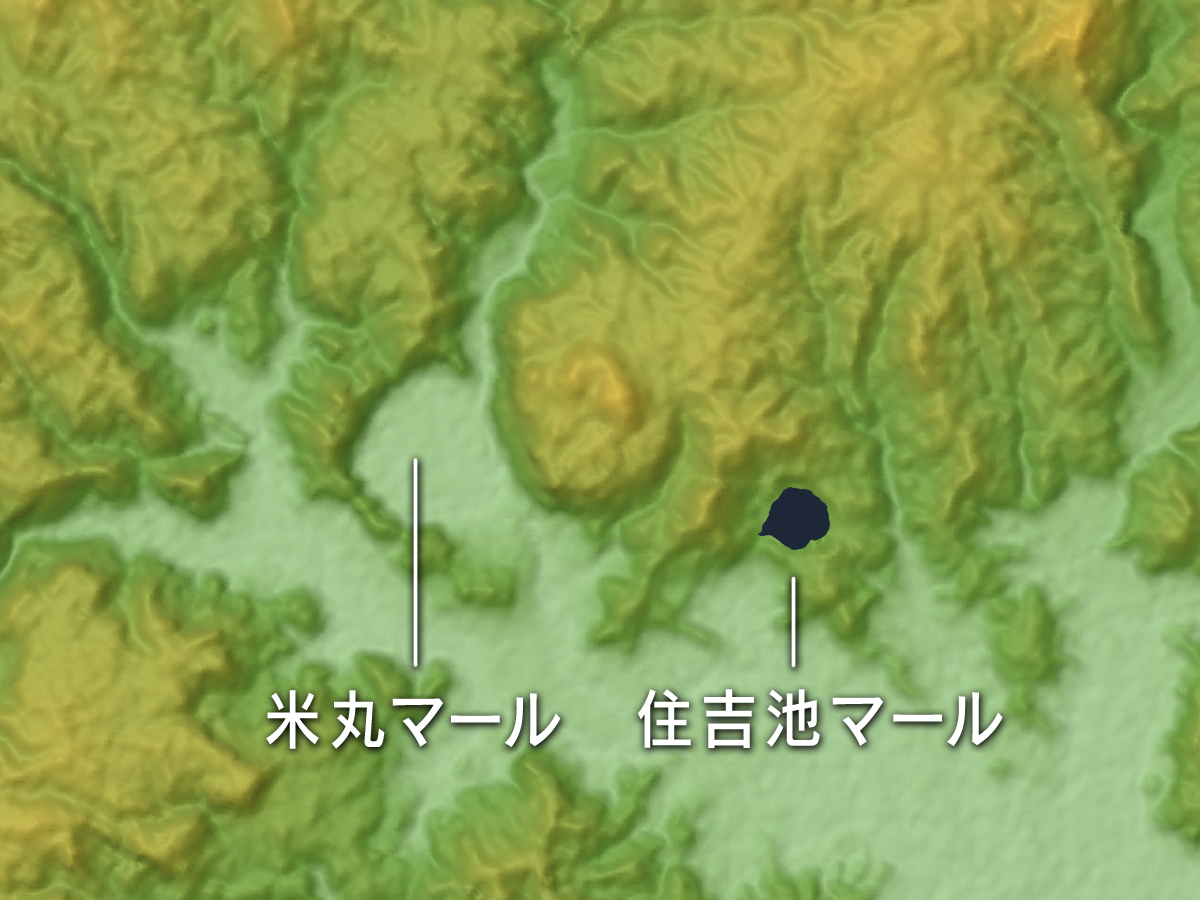
米丸火山と住吉池火山の地形図
両火山の間の高まりが青敷火山

住吉池（すみよしいけ）は、鹿児島県姶良市にある直径550メートル、周囲3.2キロメートル、面積0.15平方キロメートル、ほぼ円形の火口湖である。水面の標高は38メートル、最大水深は52メートル、蒲生町側の池畔には公園とキャンプ場がある。

## 地理
約8200年前に起きたマグマ水蒸気爆発で形成された火口（マール）の跡に水がたまったものである。爆発当時は縄文海進の時期にあたり、この地域は海岸だったために水蒸気爆発につながった。2003年（平成15年）、ランクCの活火山に指定された。池の約1.5キロメートル北西には青敷火山、約3キロメートル西には住吉池と同時期に爆発を起こした米丸と呼ばれる噴火口跡がある。なお、両火山の間に青敷火山がありこの活動年代は 約10万年前。
池の水は、付近の山から流れ下るもの、池の底から湧き出るもの、寺師川から人工的に引いた用水路によるものがある。
昔からコイ、フナ、ウナギ、ワカサギなどが生息していたが、戦後ブラックバスが投入されて激減した。

## 歴史
もともと流入・流出する川はなかったが、江戸時代に別府川の支流、寺師川や黒葛野川（つづらのがわ）から導水するトンネル工事が行われ、池を貯水池として下流に放流する灌漑に用いられている。
流入する水路は、延長2,800メートルのトンネルを通っている。1887年（明治20年）に工事が行われた記録が残っているが、地元ではこの工事は黒葛野川の水を利用して寺師川の水を補完するために行われたものであるというのが定説で、寺師川からの導水は江戸時代に薩摩藩によって行われたと考えられている。
流出する水路は、1632年（寛永9年）に完成した記録のある住吉池用水路で、全長3.2キロメートル、灌漑面積200ヘクタールあまりで、姶良町の永瀬、増田、蒲生町側の一部も潤している。かつては池の底に「尺八」と呼ばれる取水管を設置し、人が池に潜って栓を操作していたが、水流に巻き込まれて死亡することもあった。現在は水門から取水している。
1823年（文政6年）、1856年（安政3年）、1904年（明治37年）、1924年（大正13年）など、複数回堤防の決壊が繰り返され、そのたびに改修が繰り返されてきた。
1669年（元禄12年）、改方（あらためがた）により池の3分割が取り決められ、1794年（寛政6年）11月、縄引図が作られたものが残されている。東側3分の1は帖佐郷寺師村、中央南側3分の1は帖佐郷住吉村、西側3分の1は蒲生郷上久徳村となり、これが後に姶良町と蒲生町の境界線に反映された。
1877年（明治10年）4月29日、西南戦争に際して付近の洞窟に西郷軍が隠していた白焔硝90樽が政府軍によって発見され、住吉池に投棄された。

## 伝説
山田の黒島神社の神と中津野の老神神社（おいかみじんじゃ）の神が、住吉池の持ち主をめぐって競走を行った伝説がある。同じ時刻に自分の神社から出発し、先に住吉池にたどりついた方の持ち物とすることにし、池に近い老神神社からは牛で、遠い黒島神社からは馬で行くことになった。黒島神社の神は、どうせ相手は遅い牛だからと、道草をしながらゆっくり馬を走らせたのに対し、老神神社の神は牛を必死に追い立てて急いだため、老神神社の神が先に池に着き、老神神社の持ち物となった。
同様の話として、黒島神社の創建者鈴木四郎政良が、住吉神社を勧請した兄の三郎政氏と競走をした伝説があり、こちらでは土地の所有権を争ったが、同様の経緯で牛に乗った兄の三郎政氏が勝って、より多くの土地を手に入れた。この経緯から黒島神社の祭りには牛が登場しなくなったとされる。
住吉池にかつて一匹の大蛇が住んでいて、毎年村の若い娘を生贄に要求し、聞き入れなければ堤防を決壊させて大洪水を起こすため、やむを得ず要求を聞き入れていた。ある年、生贄に選ばれた娘の家族が嘆き悲しんでいると、老僧が現れてヒョウタンで人形を作って身代わりにするように指示した。ヒョウタンに布団を巻き娘の着物を着せて池に浮かべたところ、大蛇はこの人形を一飲みにしようと飛び掛り、そのたびに人形はひらり、ひらりとすり抜けて、やがて疲れ果てて大蛇は死んでしまい、以後は生贄を出す必要がなくなった。
藺牟田池で男竜と女竜が仲良く暮らしていたが、やがて男竜が霧島山の大浪池の女神と暮らすようになり、それを知った女竜が男竜を追って大浪池まで地下を掘り進もうとしたところ誤って途中の住吉池に出てしまったため、藺牟田池と住吉池は地下で繋がってしまったという伝説がある。そのため藺牟田池でイグサを刈り取ると、その水の濁りが数日後に住吉池に現れるという言い伝えも残っている。